# 류청쥔
류청쥔(유성군, 중국어 간체자: 刘成军, 정체자: 劉成軍, 1950년 - )는 중화인민공화국의 군인 겸 정치인이다. 현재, 공군 상장이며, 중국 인민해방군 군사과학원 원장이다. 제18기 중국공산당 중앙정치국원이다.

## 생애
1950년, 산둥성 허쩌 시의 청우 현에서 태어났다. 1968년에 입대한 후 육군 포병 부대의 병사로 복무했으며 이후 공군에 입대하여 조종사로 선발되었다. 1993년 중국인민해방군 공군 제8군 사령관을 지냈다. 1996년 7월 중국 인민해방군 공군 소장을 거쳐, 2004년에 중장으로 승진했다. 2007년 9월, 중국 인민해방군 군사과학원 원장에 임명되었다. 2010년에 상장 계급으로 승진했다. 2014년 12년 전역하고, 2015년 2월 제12기 전국인민대표대회 교육과학문화보건위원회 부주임 위원에 임명되었다.